# فیوری (مجموعه تلویزیونی)
فیوری (انگلیسی: Fury) که در بازپخش، نامش را به اسب شجاع تغییر دادند، نام یک مجموعهٔ تلویزیونی آمریکایی است که از سال ۱۹۵۵ تا ۱۹۶۰ میلادی از شبکهٔ ان‌بی‌سی به روی آنتن رفت.
داستان سریال دربارهٔ «جیم نیوتن» (با بازی پیتر گریوز)، مالکِ مزرعهٔ «بروکِن ویل»، پسرخوانده‌اش «جوئی کلارک نیوتن»، یک اسب نر به نام «فیوری» و سایر دوستان و همسایگان آنهاست.
این مجموعه تلویزیونی، در سال‌های ۱۳۵۲ تا ۱۳۵۳ خورشیدی، با عنوانِ «توسن» و با دوبلهٔ فارسی از تلویزیون ملی ایران پخش شد.